# 平田宗次
平田 宗次（ひらた むねつぐ）は薩摩国島津氏の家臣で、戦国時代から江戸時代前期にかけて同名の薩摩平田氏の一族が7名存在した。
史料に残された事績が全員とも少量であるため、ここにまとめて列記する。

## 該当者

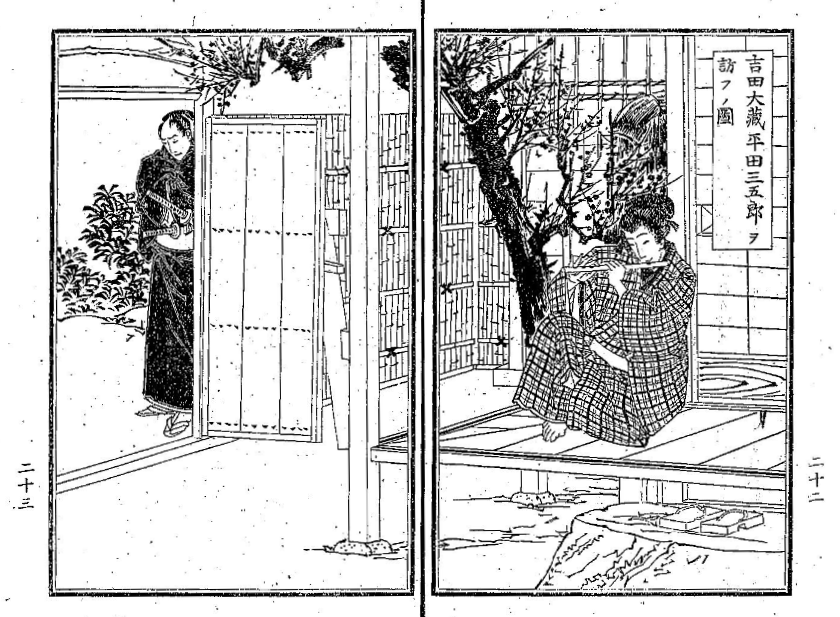
『賤のおだまき』著者不詳 (市村丁四郎1885) 挿絵。吉田大蔵、平田三五郎を訪ねるの図

平田 宗次（ひらた むねつぐ、? - 永禄元年3月19日（1558年4月7日）は、戦国時代の薩摩国武将。父は平田氏嫡流の平田貞宗。通称は又十郎。養嗣子は平田勝宗。
平田氏5代・貞宗の三男として誕生したが、長男の昌宗が次男宗貞の無道を憎んだため、宗次は次男とされた。永禄元年（1558年）薩摩国囎唹郡恒吉郷の宮ヶ原にて戦死した。
名跡は嫡流6代となった兄・昌宗の、その婿養子である光宗の次男・勝宗が継いだ。
平田 宗次（ひらた むねつぐ、生没年不詳）は、戦国時代の薩摩国武将。父は平田氏庶流の平田宗徳。通称は源太、新助。
平田宗徳の次男として誕生。祖父の宗仍は平田氏3代氏宗の次男・宗勝の養子。
日向国福島（現・宮崎県串間市）の市木にて戦死した。法名は「潔潭正清」。
平田 宗次（ひらた むねつぐ、生没年不詳）は、安土桃山時代の薩摩国武将。父は平田氏庶流の平田宗応、母は吉利久金の娘。通称は平次郎。
平田宗応の長男として誕生。祖父は平田宗徳で、日向国福島市木にて戦死した平田新助宗次は叔父に当たる。
この平次郎宗次は文禄・慶長の役にて戦死した。享年23。
平田 宗次（ひらた むねつぐ、天正13年（1585年） - 慶長4年11月28日（1600年1月14日））は、安土桃山時代の薩摩国武将。父は不明。通称は三五郎。
庄内の乱に同僚の吉田大蔵清盛（清家とも：享年28）と共に参戦したが、大隅国財部での合戦で清盛が討ち死にする。清盛の家臣である佐藤武住がその亡骸を肩に掛けて引き退いて来ると、宗次は亡骸に抱き付いて涙を流し、今はこれまでと敵中に駆け入り討ち死にを遂げた。享年15。
平田三五郎の吉田大蔵に対する忠義の精神は、後に武士間の衆道を描いた『賤のおだまき』のモデルとなり、二才衆（十代後半の若者組）の間で愛読されたと言われる。三五郎は美少年であったらしく「容色無双」と書かれている。実際、新納忠元は若武者の死を聞き、「彼は無双の美童なり」として哀悼の和歌「きのふ迄誰か手枕にみだれけん よもきが元にかかる黒かみ」を詠んでいるが、それが三五郎のことと伝わる。『賎のおだまき』は地元鹿児島では江戸時代から明治時代まで広く読まれ、明治以降は、森鷗外ら有名作家が作品内で触れたことや1884年に自由党系小新聞『自由燈』に連載されたことなどにより全国的に知られるようになった。曽於市財部町北詰に平田三五郎の墓があるが、戦時中、墓の石片が出征兵のお守りとされたため、墓の正面の文字はほとんど削られて読めない。向かって右側に「明治三十八年二月十八日改正 平田□□(文字不明)郎 平田宗市 平田次右エ門 見事舞人 黒木伝次郎」、左側に「宮内市之助 宮内七助」とある。鹿児島市内の醫師神社に平田三五郎・吉田大蔵の辞世の句とされるものがあったが、焼失した。
平田 宗次（ひらた むねつぐ、? - 慶長5年（1600年））は、安土桃山時代の薩摩国武将。父は平田氏庶流の平田宗清。通称は万兵衛。
平田宗清の次男として誕生。父の宗清は平田氏庶流の滝聞氏を号していたが、嫡流7代である平田光宗に許され平田に復姓した。
宗次は関ヶ原の戦いに参戦し戦死した（具体的な日時は不明）。
平田 宗次（ひらた むねつぐ、天正14年（1586年） - 慶長7年8月17日（1602年10月2日））は、安土桃山時代から江戸時代にかけての薩摩国武将。父は平田氏嫡流の平田増宗、母はかつけ（上井覚兼の娘）。通称は新次郎。
嫡流9代である平田増宗の長男として誕生。慶長7年（1602年）島津家久（忠恒）が日向国野尻（現・宮崎県小林市野尻町）にて狩りを行った際に同行し、庄内の乱の首謀者であった伊集院忠真共々射殺された。享年17。
宗次を射殺した日向国穆佐郷（現・宮崎県宮崎市高岡町）郷士の押川則義は、忠真と宗次が馬を取り換えていたため誤射したと述べ、則義は責任を取り切腹した。
平田 宗次（ひらた むねつぐ、文禄元年（1593年） - 慶長17年4月26日（1612年5月26日）は、江戸時代の薩摩国武将。父は平田氏庶流の平田宗親。通称は左馬頭。
平田宗親の長男として誕生。父の宗親が平田増宗の実弟であるため、増宗長男の新次郎宗次は従兄にあたる。
慶長17年（1612年）、島津家久（忠恒）により誅殺された増宗に連座して、父や弟ら共々刑に処された。享年20。